# Grupo Folclórico Ucraniano Poltava
O Grupo Folclórico Ucraniano Poltava é uma associação cultural da cidade de Curitiba, no Brasil. Conta com integrantes de todas as idades que participam de atividades de danças, coro, orquestra e Capela de Banduristas, um instrumento típico da Ucrânia.
A Escola Poltava oferece à comunidade ucraniana e ao público em geral aulas de danças infanto-juvenis, instrumentos musicais, técnica vocal, artesanatos ucranianos (bordados e pêssankas) e catequese.
Tem como objetivo pesquisar, preservar, promover e divulgar, tanto a nível nacional quanto internacional, o folclore e a cultura ucraniana, bem como suas artes, tradições, religião e idioma.
O grupo faz parte da Representação Central Ucraniano-Brasileira, uma organização sem fins lucrativos que reúne diversas associações da diáspora ucraniana no Brasil.

## História
O Grupo Folclórico Ucraniano Poltava foi fundado em 13 de junho de 1981, quando jovens descendentes de ucranianos sentiram a necessidade de reviver parte da milenar cultura ucraniana herdada de seus pais e avós. Começaram a se reunir no Clube Poltava, em Curitiba, onde ensaiaram seus primeiros passos daquele sonho que estava apenas começando.
Seu lançamento oficial ocorreu em 9 de outubro de 1982, em concordância com a inauguração do Centro Religioso-Cultural Ucraniano Poltava, conhecido hoje simplesmente como "Clube Poltava". Teve como fundador o padre Efraím Basílio Krevey, da Igreja Greco-Católica Ucraniana, como primeiro diretor musical Pedro Kutchma e como instrutor de dança o jovem João Eutêmio Krefer.
O nome escolhido homenageia a cidade ucraniana de Poltava, reconhecida como um dos mais importantes centros culturais daquele país.

## Clube Poltava
O Clube Poltava, inicialmente conhecido como Centro Religioso Cultural Poltava, pertence à Arquieparquia de São João Batista em Curitiba da Igreja Católica Greco-Ucraniana. Sua construção começou em 1982 e foi inaugurado oficialmente em 1985. O projeto foi idealizado pelo padre Efraim Basílio Krevey (1928-2012), que reconheceu a necessidade dos jovens descendentes de ucranianos de terem um espaço para desenvolver um ideal comum: reviver a rica e antiga cultura ucraniana por meio da dança, música e religião.
Atualmente, o clube oferece diversas atividades culturais: Grupo de Dança Infantojuvenil, Coro, Capela Bandura, Orquestra, entre outras. Reúne mais de 300 integrantes dessa etnia. É um espaço dedicado à preservação e promoção da cultura ucraniana por meio de várias expressões artísticas. Funciona como um centro comunitário onde as pessoas podem se reunir, aprender e celebrar sua herança.

## UKRA Bar

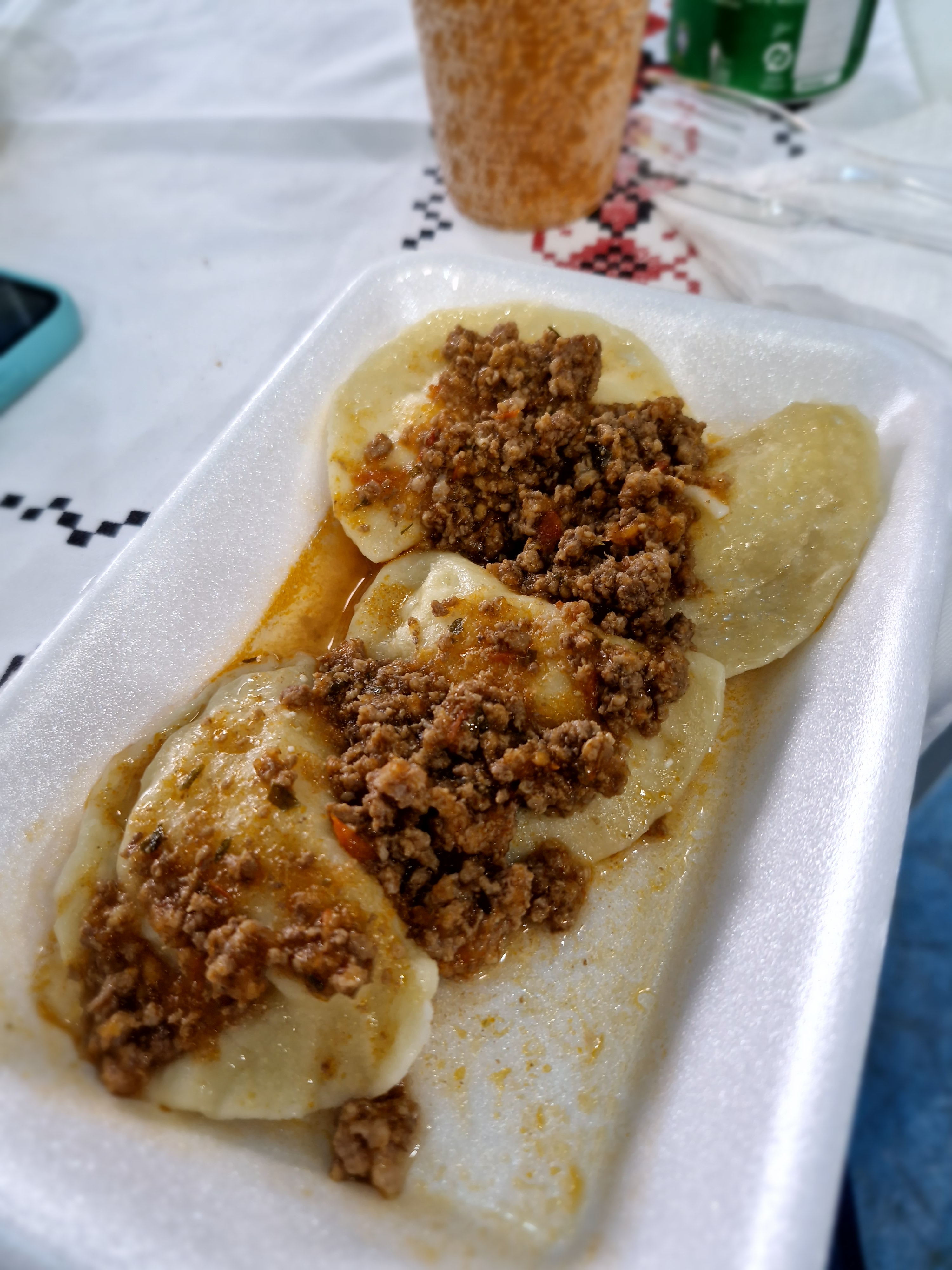
Varenekys servidos no UKRA Bar.

O UKRA Bar é um restaurante e bar ucraniano anexado ao Clube Poltava. Foi inaugurado em 2021 e está aberto a toda a comunidade de Curitiba. Atualmente, é o maior restaurante ucraniano do Brasil, com um menu que oferece produtos típicos da gastronomia da Ucrânia, como vareneky (pastel cozido recheado), borsch (sopa de beterraba), banosh (polenta cremosa), frango à Kyiv, holubtsi (charutos de repolho), paska, entre outros.
Também oferece sanduíches criados exclusivamente e inspirados no Festival Folclórico, com as diversas etnias que colonizaram o Brasil, e dispõe de 12 tipos de cerveja artesanal, coquetéis e muitos petiscos.
É possível ainda encontrar itens à venda da comunidade, como artesanatos e livros, e, durante as feiras realizadas, adquirir diretamente dos artesãos seus produtos típicos. O UKRA Bar já sediou eventos públicos e privados, como casamentos, festas de batizados, aniversários e diversas confraternizações.

## Festivales

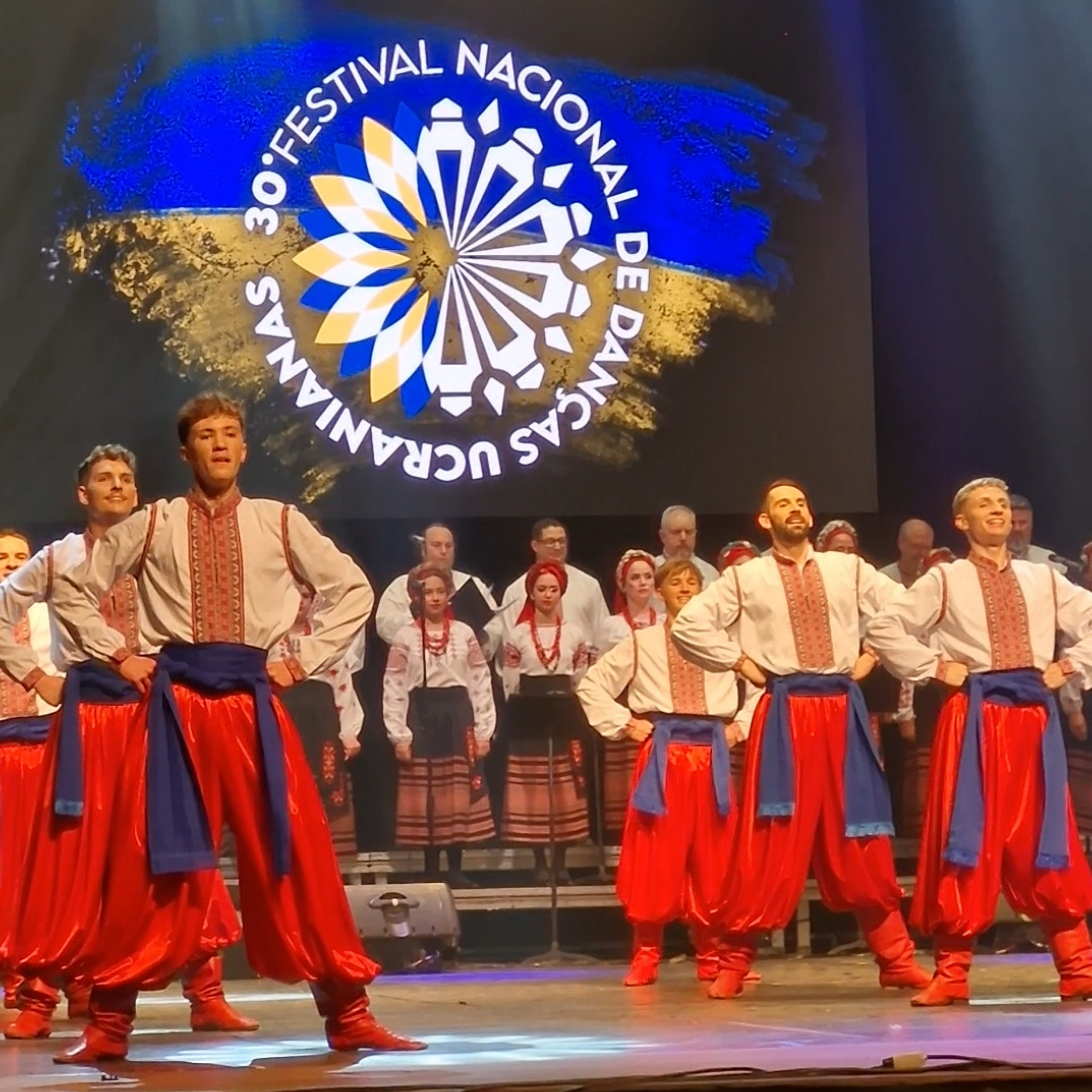
O Grupo Poltava participando da 30ª edição do Festival Nacional de Danças Ucranianas.

O Grupo Poltava participa ativamente do Festival Nacional de Danças Ucranianas, que teve sua primeira edição em 1994 na cidade de União da Vitória, e a sede do festival rotaciona entre diferentes cidades do sul do Brasil que o organizam a cada ano. Este evento cultural, que celebra a rica tradição das danças ucranianas, é um dos maiores da diáspora ucraniana no país.
Em 2024, o Grupo Poltava foi responsável pela 30ª edição do Festival Nacional de Danças Ucranianas, que ocorreu em Curitiba nos dias 15, 16 e 17 de novembro. O evento principal foi uma noite de gala no Teatro Guaíra, onde 24 grupos folclóricos dos estados do Paraná, Santa Catarina, Rio Grande do Sul, São Paulo e da Argentina se apresentaram, acompanhados pela Orquestra e pelo Coro do Poltava.
O grupo também costuma organizar o Festival Yarmarok ("ФЕСТИВАЛЬНИЙ ЯРМАРОК") no Clube Poltava, onde diferentes grupos folclóricos apresentam suas danças, e expositores mostram suas artesanias, além de permitir que os visitantes degusten um pouco da gastronomia ucraniana.

## Catequese
A catequese da Arquieparquia de São João Batista em Curitiba dos Ucranianos é realizada todos os sábados nas instalações do Clube Poltava e é voltada para crianças e jovens. É utilizado o idioma ucraniano e seguidas tradições culturais específicas, como o canto bizantino e as festas litúrgicas, que ajudam a manter viva a identidade cultural e religiosa da comunidade. A catequese é ministrada pelas Catequistas do Sagrado Coração de Jesus, pelas Irmãs Basilianas, Irmãs Servas de Maria Imaculada, catequistas leigos e seminaristas.